# التحالف الأوروبي الحر
التحالف الأوروبي الحر هو حزب سياسي أوروبي يتألف من عدة أحزاب سياسية إقليمية وانفصالية وأقليات إثنية في أوروبا. تنادي الأحزاب الأعضاء إما بالاستقلال السياسي التام والسيادة، أو بشكل من أشكال نقل السلطة أو الحكم الذاتي لبلدها أو إقليمها. حصر التحالف عمومًا عضويته على الأحزاب التقدمية، ولذلك فإن جزءًا صغيرًا من الأحزاب الإقليمية الأوروبية هم أعضاء في التحالف الأوروبي الحر.
منذ العام 1999، اتحد الحزب الأخضر الأوروبي والتحالف الأوروبي الحر ضمن مجموعة التحالف الحر للخضر-الأوروبيين داخل البرلمان الأوروبي، على الرغم من انضمام بعض أعضاء التحالف الأوروبي الحر إلى مجموعات أخرى من وقت إلى آخر.
الجناح الشاب للتحالف الأوروبي الحر هو شباب التحالف الأوروبي الحر الذي أُسس عام 2000.
اعتبارًا من عام 2021، كانت أربعة أقاليم أوروبية تحت قيادة سياسيين من التحالف الأوروبي الحر: اسكتلندا تحت قيادة نيكولا ستورجيون من الحزب الوطني الإسكتلندي وفلاندرز تحت قيادة جان جامبون من التحالف الفلمنكي الجديد وكورسيكا تحت قيادة جيليس سيميوني من حزب فور كورسيكا وكاتالونيا تحت قيادة بيير آراغونيس من اليسار الجمهوري لكاتالونيا.

## التاريخ
لطالما مُثل الإقليميون في البرلمان الأوروبي. في انتخابات عام 1979 حصل أربعة أحزاب إقليمية على مقاعد: الحزب الوطني الإسكتلندي واتحاد الشعب الفلمنكي والجبهة الديمقراطية للفرنكوفونيين التي اتخذت من بروكسل مقرًا لها وحزب الشعب التيرولي الجنوبي. انضم الحزب الوطني الإسكتلندي، على الرغم من كونه حزبًا ديمقراطيًا اجتماعيًا في غالبيته، إلى الديمقراطيين التقدميين الأوروبيين، وهو تجمع محافظ يقوده التجمع من أجل الجمهورية الفرنسي. انضم كل من اتحاد الشعب الفلمنكي والجبهة الديمقراطية للفرنكوفونيين إلى مجموعة التقنيين المستقلين غير المتجانسة، في حين انضم حزب الشعب التيرولي الجنوبي إلى كتلة حزب الشعب الأوروبي.
في عام 1981، اتحدت ستة أحزاب (اتحاد الشعب الفلمنكي والحزب الوطني الفريزلندي وفيانا فيل المستقل وحزب البلجيك متحدثي الألمانية وحزب منظمة بريطانيا الحرة والجمعية الوطنية للألزاس واللورين) إلى جانب ثلاثة مراقبين (اتحاد الشعب الكورسيكي والحزب الأوكيتاني وحزب التقارب الديمقراطي في كاتالونيا) لتشكل التحالف الأوروبي الحر.
إلا أن أعضاء البرلمان الأوروبي الإقليميون استمروا بالجلوس ضمن مجموعات مختلفة بعد انتخابات عام 1984: الحزب الوطني الإسكتلندي ضمن التحالف الديمقراطي الأوروبي الذي كان يسيطر عليه الديغوليون، واتحاد الشعب الفلمنكي وحزب العمل السارديني وحزب التضامن الباسكي ضمن تجمع قوس قزح إلى جانب أحزاب الخضر، وحزب الشعب التيرولي الجنوبي ضمن كتلة حزب الشعب الأوروبي، وحزب التقارب الديمقراطي في كاتالونيا مع الديمقراطيين الليبراليين، وهيري باتاسونا ضمن غير المرتبطين.
فقط بعد انتخابات البرلمان الأوروبي لعام 1989 تمكن أعضاء التحالف الأوروبي الحر من تشكيل تجمع موحد، سُمي قوس قزح مثل سلفه الخضر. تألف التحالف من ثلاثة أعضاء إيطاليين في البرلمان الأوروبي (عضوين عن ليجا لومباردا وعضو عن حزب العمل السارديني) وعضوين إسبانيين (عضو عن الحزب القومي الباسكي وعضو عن الحزب الأندلسي) وعضو بلجيكي (عن اتحاد الشعب الفلمنكي) وعضو فرنسي (عن اتحاد الشعب الكورسيكي) وعضو بريطاني (عن الحزب الوطني الإسكتلندي) وعضو مستقل من إيرلندا. وانضم إليهم أربعة أعضاء في البرلمان الأوروبي من اليسار الدانماركي المتشكك حيال أوروبا والممثل بالحركة الشعبية ضد الاتحاد الأوروبي، في حين رفضت الأحزاب الإقليمية الأخرى الانضمام، من بينها حزب الشعب التيرولي الجنوبي وباتاسونا وتقارب واتحاد كاتالونيا.
في انتخابات البرلمان الأوروبي لعام 1994 خسر الإقليميون العديد من المقاعد. علاوة على ذلك، أوقف التحالف الأوروبي الحر حليفه الرئيسي، ليغا نورد، بسبب انضمامه إلى الحكومة إلى جانب التحالف الوطني ما بعد الفاشي.